# Pavillon Burnside

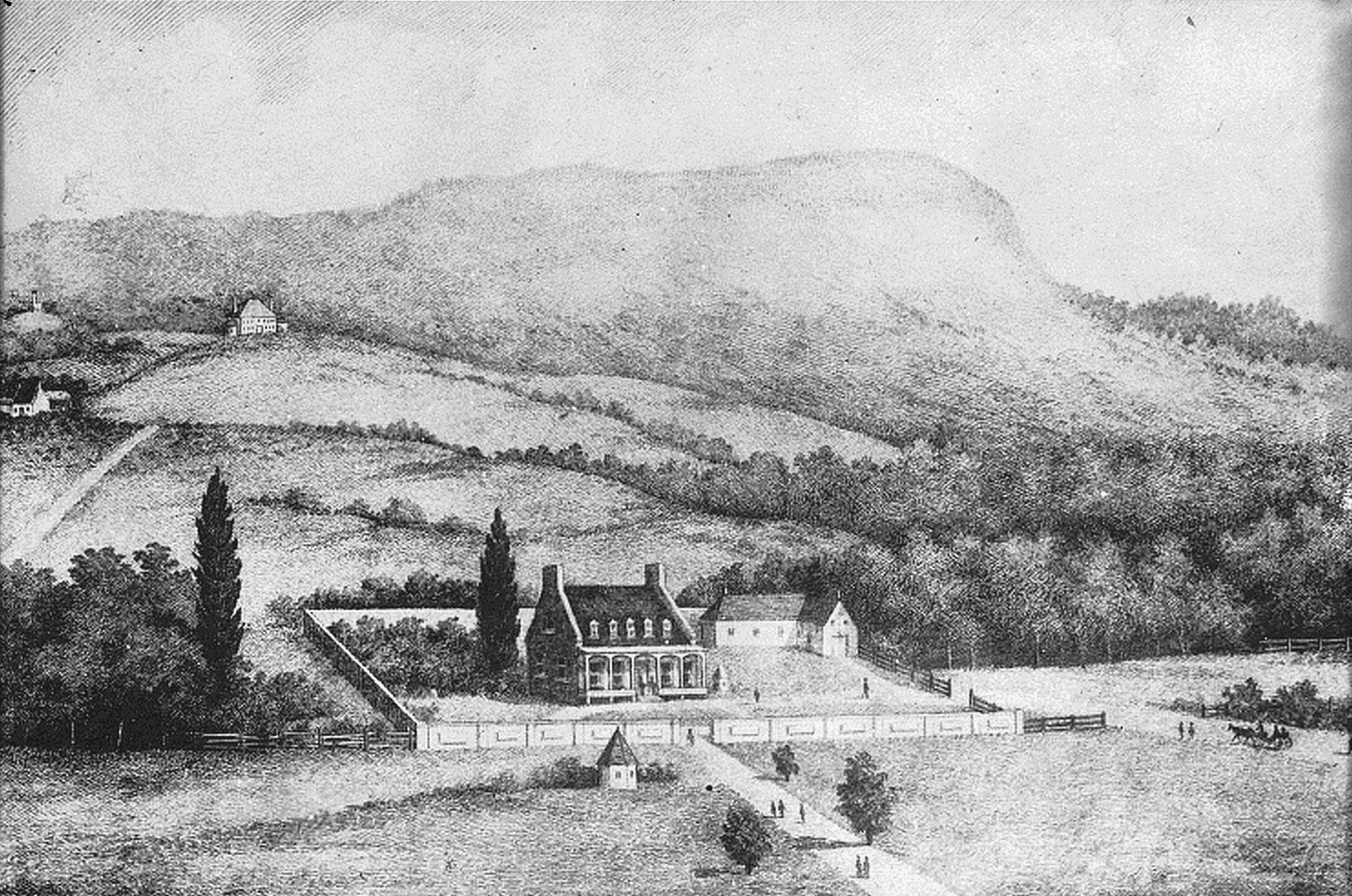
Burnside, la résidence de James McGill, le fondateur de l'Université McGill

Le pavillon Burnside (anglais : Burnside Hall) est un bâtiment de treize étages situé au 805 rue Sherbrooke, sur le campus du centre-ville de l'Université McGill, à Montréal. Il a été nommé selon le nom de la résidence montréalaise du fondateur de l'université, James McGill.

## Architecture
Complété en 1970 pour abriter la faculté des sciences, c'est le second bâtiment le plus haut du campus. D'inspiration brutaliste, il a été conçu par John Campbell Merrett (en), un architecte montréalais du cabinet d'architecture Marshall, Merrett and Associates,.
Le bâtiment ne comporte aucun ornement sur sa façade, qui se compose d'un motif répétitif de dalles en béton préfabriqué avec des fenêtres fixes et vitrées sur toute la surface. Sa coque en béton s'harmonise avec la couleur et la texture des autres bâtiments du campus, à savoir le bâtiment Stephen Leacock (en) et la bibliothèque McLennan.
Le bâtiment a été conçu de manière à pouvoir être agrandi de cinq étages lorsque nécessaire.

## Disposition
Le pavillon Burnside est situé au sud de la bibliothèque Macdonald-Stewart (anciennement le bâtiment de physique Macdonald), au sud-est de l'Institut de recherche sur les pâtes et papiers et au nord-est du bâtiment de chimie Otto Maass. Le pavillon est relié à ces bâtiments par un système de tunnels souterrains. On peut également y accéder de l'extérieur directement par l'entrée principale du bâtiment.
Le sous-sol abrite les plus grandes salles de classe, sous la terrasse en béton du bâtiment. Il offre également un espace d'étude ouvert aux étudiants 24 heures sur 24, 7 jours sur 7. C'est l'un des endroits les plus populaires du campus pour les tutorats, les études en groupe et les lunchs. Il contient un café, des laboratoires d'informatique, des tables et des canapés. On y trouve aussi le Mcgill Science Computer Task Force(en), un groupe d'étudiants bénévoles qui assistent leurs confrères aux prises avec des problèmes informatiques.
Le premier étage est utilisé comme hall d'entrée et le deuxième étage est occupé par le centre de données, qui contient une grande variété de laboratoires et d'installations informatiques et graphiques.
Le pavillon Burnside accueille le département de géographie, le département de mathématiques et statistique ainsi que le département des sciences atmosphériques et océaniques. Il abrite aussi le Centre d'information géographique Walter Hitschfeld (5e étage) et la bibliothèque Edward Rosenthall de mathématiques et statistique (11e étage).
Le toit contient des équipements météorologiques appartenant au département des sciences atmosphériques et océaniques pour l'étude du vent, des nuages et des précipitations. Ces équipements comprennent un profileur de vents et un célomètre laser.